# Королевский корги
«Короле́вский ко́рги» (англ. The Queen’s Corgi) — полнометражный анимационный фильм режиссёра Бена Стассена («Кот Гром и заколдованный дом», «Стань легендой! Бигфут Младший»), спродюсированный компанией nWave Pictures и Belga Productions. Фильм основан на дружбе королевы Великобритании Елизаветы II и её любимых собак породы корги. В центре сюжета — пёс Рекс, который оказался далеко от дома (от Букингемского дворца) и теперь всеми силами старается найти обратный путь к своей хозяйке.
Премьера фильма в России была запланирована на 7 марта 2019 года, однако из-за премьеры мультфильма «Гурвинек. Волшебная игра» также 7 марта 2019 года старт картины по решению Министерства культуры Российской Федерации был перенесён на 21 марта.

## Сюжет
В Британию привезли маленького щенка по имени Рекс. Королева Британии Елизавета так его любила, что его фото было на множество предметах. Вскоре в Британию с визитом приехал президент США с уродливой корги Митци. Рексу она не понравилась и он избегал Митци, но случайно укусил президента в «уязвимое место» и президент с гневом уехал, а королева была зла на Рекса, и он считал, что ему лучше уйти. Его друг Чарли согласился и повёл его далеко от дворца, и на мосту столкнул его, сказав, что он был первым псом, пока не появился Рекс, и хочет быть им снова. Чарли ушёл, а Рекс упал в воду, но смог выплыть на берег, и его нашёл владелец собачьего приюта и отвёз к ветеринару; потом отправил к себе в приют. Там Рекс познакомился с бездомными псами, но когда сказал, что он королевский пёс, ему никто не поверил. В ночи все пробрались в бойцовский клуб; там он встретил красавицу и певицу Ванду. Она ему понравилась, но она была девушкой Тайсона и он видел, как Рекс смотрит на Ванду, и велел прекратить танец Ванды и начать бой. Утром он снова встретил Ванду и сказал что он королевский первый пёс; она тоже не верила, но потом охранник поскользнулся на льду, его стакан упал и разбился перед Вандой, и там была фотография Рекса с короной, и она поняла, что Рекс не соврал и пришла к нему, но Тайсон, найдя Рекса, взбесился, и в клубе почти бросил его в печь, но Ванда спасла его. На следующий день Тайсон хотел прикончить Ванду, но за неё вступились некоторые из приюта и Рекс. Они ушли из приюта в Букингемский дворец и отменили коронацию Чарли.

## Роли озвучивали
- Джули Уолтерс — королева Елизавета II
- Шеридан Смит — Ванда
- Рэй Уинстон — Тайсон
- Джек Уайтхолл — Рекс
- Мэтт Лукас — Чарли
- Том Кортни — Филипп, герцог Эдинбургский
- Колин Макферлейн — шеф
- Нина Вэйдья — Пэтмор
- Сара Хэдлэнд — Митци
- Дебра Стивенсон — Мелания Трамп
- Джон Кулшоу — Дональд Трамп

## Производство
Бельгийская студия nWave Pictures спродюсировала и анимировала фильм «Королевский корги». Кинокомпания Charades в настоящее время продаёт права на показ картины в разных странах мира. Бюджет анимационной комедии составляет $ 20 млн.

## Релиз
Фильм вышел по всему миру в 2019 году: Франция, Китай, Великобритания, Латинская Америка, США и др. В России анимационная комедия должна была выйти в прокат 7 марта 2019 года, однако премьеру перенесли по решению Минкульта России на 21 марта.

## Маркетинг
Оригинальный тизер-трейлер фильма стал доступен к просмотру в сети в середине октября 2018 года, а его локализованная версия — в середине ноября.